# Lucius Aufidius Panthera

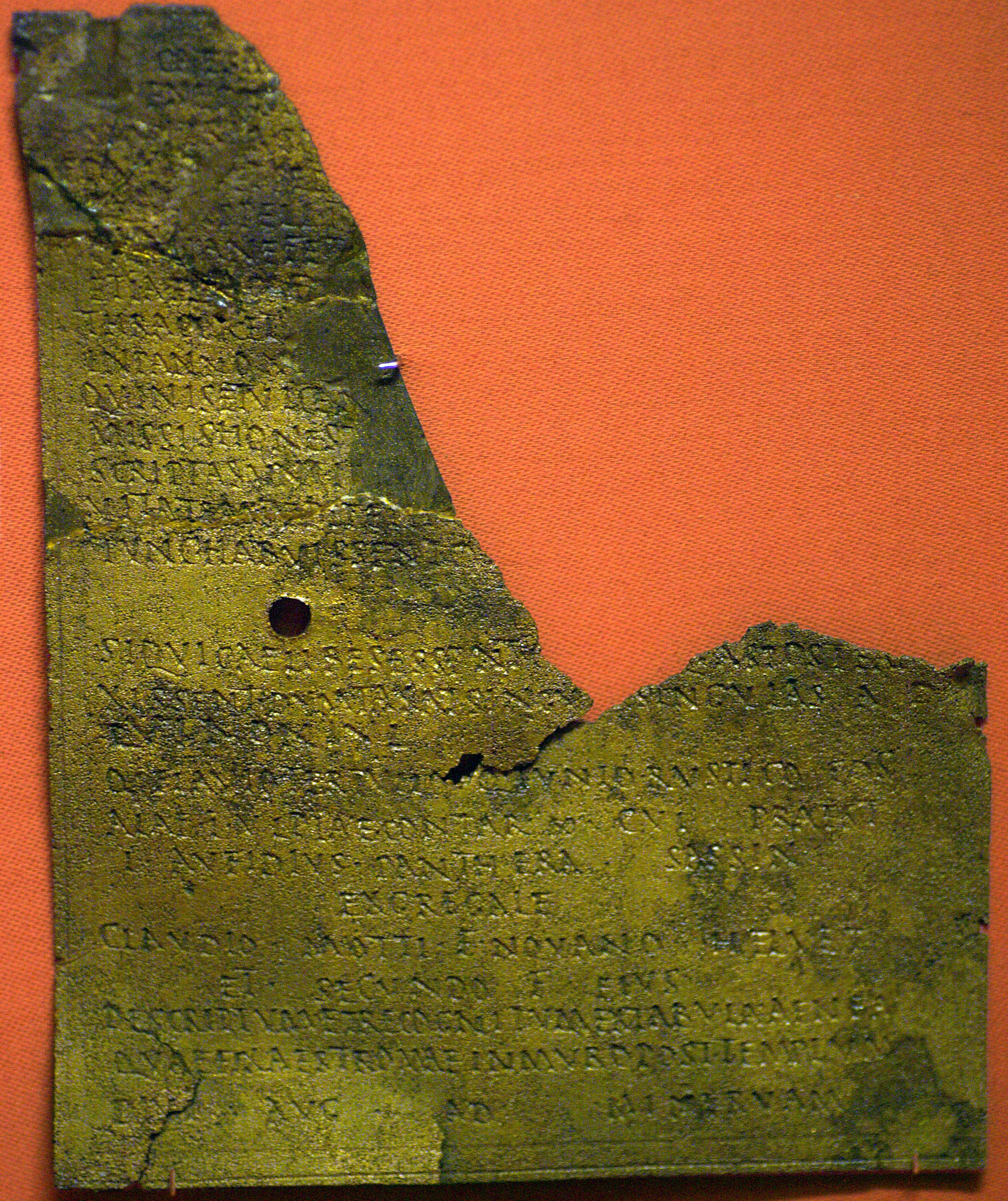
Das Militärdiplom von 133 n. Chr.

Lucius Aufidius Panthera war ein im 2. Jahrhundert n. Chr. lebender Angehöriger des römischen Ritterstandes (Eques). In der Inschrift wird sein Name als Lucius Aufidius Pantera angegeben.
Durch ein Militärdiplom, das auf den 2. Juli 133 datiert ist, ist belegt, dass Panthera 133 Kommandeur der Ala I Ulpia Contariorum milliaria war, die zu diesem Zeitpunkt in der Provinz Pannonia superior stationiert war; die Leitung dieser Einheit dürfte sein viertes militärisches Kommando (Militia quarta) gewesen sein. Durch eine Inschrift ist nachgewiesen, dass er danach Präfekt der in Britannien stationierten römischen Flotte (Classis Britannica) war; dieser Posten war mit einem Jahreseinkommen von 100.000 Sesterzen verbunden.
Panthera stammte aus Sassina, dem heutigen Sarsina in Umbrien, wo sein Gentilname durch mehrere Inschriften belegt ist.